# Ґордон Адам (веслувальник)
Ґордон Адам (англ. Gordon Adam, 26 травня 1915 — 27 березня 1992) — американський академічний веслувальник.
Олімпійський чемпіон 1936 року в складі вісімки.